# Nastroszek Brucha
Nastroszek Brucha (Ulota bruchii Hornsch.) – gatunek mchu należący do rodziny szurpkowatych (Orthotrichaceae). W nowszych ujęciach taksonomicznych uznawany za synonim nastroszka kędzierzawego (Ulota crispa (Hedw.) Brid.).

## Ochrona
Roślina objęta jest w Polsce częściową ochroną gatunkową na podstawie Rozporządzenia Ministra Środowiska z dnia 9 października 2014 w sprawie ochrony gatunkowej roślin. W latach 2004–2014 podlegała ochronie ścisłej.